# Esteban March

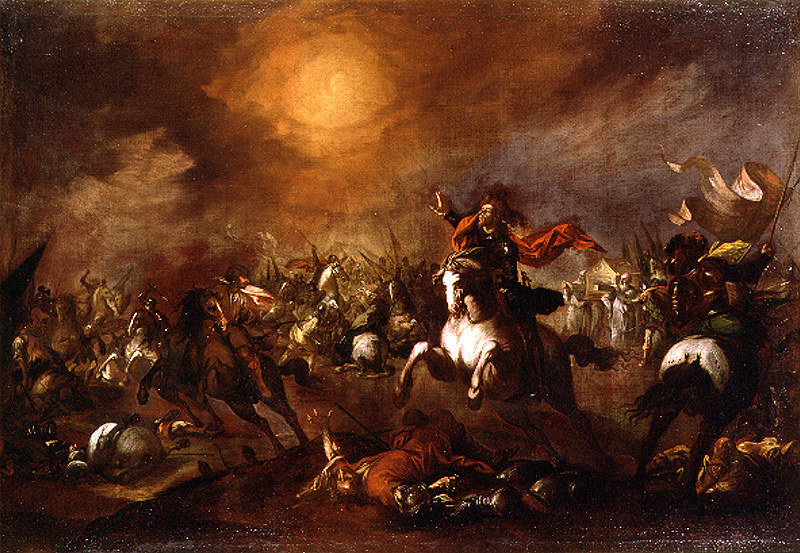
Jozue wstrzymuje bieg Słońca (1650-60)

Esteban March (ur. ok. 1610 w Walencji, zm. w 1668 tamże) – hiszpański malarz i rysownik okresu baroku.
Był uczniem Pedra Orrente. Tworzył sceny batalistyczne i biblijne z licznymi postaciami w rozległym pejzażu. Malował też portrety. 
Jego syn Miguel March (1633-1670) również był malarzem. 

## Wybrane dzieła
- Jozue pod murami Jerycha -  99 x 131 cm, Musee des  Beaux-Arts, Quimper
- Jozue wstrzymuje bieg Słońca -  1650-60, Museo de Bellas Artes, Walencja
- Krajobraz wydmowy z żołnierzami -  Museo de Bellas Artes, Walencja
- Poddanie fortecy -  Museo de Bellas Artes, Walencja
- Przejście przez Morze Czerwone -  ok. 1640, 129 x 176 cm, Prado, Madryt
- Triumf Dawida -  Museo de Bellas Artes, Walencja